# Promozione Trentino-Alto Adige 1983-1984
Nella stagione 1983-1984 la Promozione era sesto livello del calcio italiano (il massimo livello regionale). Qui vi sono le statistiche relative al campionato in Trentino-Alto Adige.
Il campionato è strutturato in vari gironi all'italiana su base regionale, gestiti dai Comitati Regionali di competenza. Promozioni alla categoria superiore e retrocessioni in quella inferiore non erano sempre omogenee; erano quantificate all'inizio del campionato dal Comitato Regionale secondo le direttive stabilite dalla Lega Nazionale Dilettanti, ma flessibili, in relazione al numero delle società retrocesse dal Campionato Interregionale e perciò, a seconda delle varie situazioni regionali, la fine del campionato poteva avere degli spareggi sia di promozione che di retrocessione.

## Squadre partecipanti
| Squadra                         | Città                              |
| ------------------------------- | ---------------------------------- |
| A.C. Bolzano                    | Bolzano (BZ)                       |
| U.S. Borgo                      | Borgo (TN)                         |
| S.S. Condinese                  | Condino (TN)                       |
| U.S. Dolomitica                 | Predazzo (TN)                      |
| U.S. Gardolo                    | Trento (TN)                        |
| U.S. Garibaldina                | San Michele all'Adige (TN)         |
| A.S. Laives / Leifers           | Laives (BZ)                        |
| G.S. Olivolimpia                | Arco (TN)                          |
| U.S. Oltrisarco                 | Bolzano (BZ)                       |
| U.S. Passirio Merano            | Merano (BZ)                        |
| U.S. Rotaliana                  | Mezzolombardo (TN)                 |
| U.S. Rovereto                   | Rovereto (TN)                      |
| U.S. Salorno / Salurn           | Salorno (BZ)                       |
| A.S.C. Sankt Martin in Passeier | San Martino in Passiria (BZ)       |
| S.C. Sankt Pauls                | Appiano sulla Strada del Vino (BZ) |
| U.S. Settaurense                | Storo (TN)                         |

## Classifica finale
|  | Pos. | Squadra               | Pt | G  | V  | N  | P  | GF | GS | DR  |
|  | ---- | --------------------- | -- | -- | -- | -- | -- | -- | -- | --- |
|  | 1.   | Rovereto              | 40 | 30 | 13 | 14 | 3  | 43 | 21 | +22 |
|  | 2.   | Condinese             | 35 | 30 | 12 | 11 | 7  | 39 | 31 | +8  |
|  | 2.   | Oltrisarco            | 35 | 30 | 10 | 15 | 5  | 26 | 20 | +6  |
|  | 4.   | Salorno / Salurn      | 33 | 30 | 13 | 7  | 10 | 33 | 32 | +1  |
|  | 5.   | Rotaliana             | 32 | 30 | 11 | 10 | 9  | 28 | 19 | +9  |
|  | 5.   | Passirio Merano       | 32 | 30 | 9  | 14 | 7  | 32 | 26 | +6  |
|  | 7.   | Garibaldina           | 31 | 30 | 11 | 9  | 10 | 31 | 26 | +5  |
|  | 7.   | Sankt Martin Passeier | 31 | 30 | 10 | 11 | 9  | 36 | 32 | +4  |
|  | 7.   | Laives / Leifers      | 31 | 30 | 8  | 15 | 7  | 25 | 26 | -1  |
|  | 10.  | Gardolo               | 30 | 30 | 10 | 10 | 10 | 26 | 26 | 0   |
|  | 11.  | Bolzano               | 28 | 30 | 9  | 10 | 11 | 29 | 40 | -11 |
|  | 11.  | Sankt Pauls           | 28 | 30 | 8  | 12 | 10 | 38 | 41 | -3  |
|  | 11.  | Olivolimpia           | 28 | 30 | 8  | 12 | 10 | 29 | 30 | -1  |
|  | 14.  | Dolomitica            | 27 | 30 | 11 | 5  | 14 | 39 | 36 | +3  |
|  | 15.  | Borgo                 | 26 | 30 | 8  | 10 | 12 | 21 | 34 | -13 |
|  | 16.  | Settaurense           | 13 | 30 | 1  | 11 | 18 | 20 | 55 | -35 |